# Tatia caxiuanensis
Tatia caxiuanensis es una especie de pez de la familia Auchenipteridae en el orden de los Siluriformes.

## Morfología
• Los machos pueden llegar alcanzar los 4,1 cm de longitud total.

## Distribución geográfica
Se encuentran en Sudamérica: río Curuà en la cuenca del río Amazonas (Brasil ).